# David Lewis (jésuite)
Pour les articles homonymes, voir David Lewis et Lewis.
David Lewis (alias Charles Baker), né en 1616  à Abergavenny, Monmouthshire (pays de Galles) et mort (exécuté) le 27 août 1679 à Usk (Pays de Galles), est un prêtre jésuite gallois. Après avoir exercé clandestinement son ministère de prêtre durant une trentaine d’années en Galles du Sud il est mort victime du prétendu « complot papiste ». 
Considéré comme martyr par l’Église catholique, il est canonisé le 25 octobre 1970 par le pape Paul VI, comme son compatriote Richard Gwyn. Il est liturgiquement commémoré le 25 octobre, avec les autres martyrs d’Angleterre et de Galles, et seul le 27 août.   

## Biographie

### Jeunesse et formation
Né en 1616 à Abergavenny (pays de Galles), de père protestant et de mère catholique, David est le fils ainé de neuf garçons. Il est éduqué dans la tradition anglicane, d'autant plus que le directeur de l’école n'est autre que son père. Il fait ensuite des études de droit au Middle Temple de Londres. 
À 16 ans, il accompagne la famille du comte Savage à Paris, dont il est précepteur du fils. Il s'y convertit au catholicisme. Ses parents étant décédés, David Lewis se rend à Rome en août 1638 pour y étudier les sciences sacrées, il est admis au collège anglais. À la fin de ses études, il est ordonné prêtre le 20 juillet 1642. Deux ans plus tard, il entre dans la Compagnie de Jésus, le 19 avril 1645.   
En 1646, le noviciat à peine terminé, Lewis est envoyé dans son pays natal, le pays de Galles mais revient presque aussitôt à Rome (1647), appelé à être le guide spirituel des séminaristes du collège anglais. En 1648, il revient définitivement au pays de Galles, et s’installe à Cwmbran, un gros bourg où les Jésuites ont une petite résidence. 

### Prêtre catholique clandestin
Durant une trentaine d’année, il est missionnaire dans les campagnes des environs, faisant montre d’une attention particulière pour les pauvres et les nécessiteux. Par deux fois (1667-1672 et 1674-1679) il est supérieur des Jésuites de la région, à la frontière entre Hereford et Gwent. 
En 1678, la soi-disant découverte d’un complot papiste contre le roi d’Angleterre, une cabale fabriquée par Titus Oates et des amis anglicans, entraine une violente réaction anticatholique et de nouvelles persécutions. Les Jésuites doivent quitter leur résidence de Cwmbran et se cachent où ils peuvent. Mais David Lewis est bientôt trahi par un ancien serviteur de la résidence jésuite, qui avait été remercié pour indélicatesse financières. Il est arrêté alors qu’il s’apprête à célébrer la messe dans une maison proche de l'abbaye de Llantarnam (Cwmbran), à l’aube du dimanche 17 novembre 1678, et le traître reçoit la récompense promise…

### Condamnation et exécution
Après son interrogatoire à Abergavenny, il est incarcéré à Monmouth. En janvier 1679, il est transféré à Usk. Dans la prison il continue son ministère sacerdotal auprès des catholiques emprisonnés. En jugement à Monmouthshire en mars 1679, il est condamné comme traître car coupable d'avoir célébré des messes catholiques alors que c’était interdit. 
De Usk il est cependant emmené à Londres, avec Jean Wall et Jean Kemble, pour d’autres interrogatoires concernant le complot papiste. Rien n’est retenu contre lui dans cette affaire et il est renvoyé sous bonne garde à Usk. Il y reste encore trois mois en prison.
L’exécution est fixée au 27 août 1679. Le prêtre jésuite a l’occasion de s’adresser une dernière fois à la foule : « Je meurs non pas comme assassin, voleur ou malfaiteur, mais comme chrétien, et je n’en ai donc aucune honte ». Il réaffirme son innocence dans tout ce qu’on lui reproche et continue : « Je suis catholique et prêtre catholique ; prêtre catholique de cet ordre religieux appelé Compagnie de Jésus à laquelle je remercie Dieu de m’avoir appelé. Je suis condamné pour avoir célébré la messe, entendu les confessions et administré les sacrements. Et donc je meurs pour ma religion ». Il termine en encourageant ceux qui sont présents à être solides dans leur foi. 
Son éloquence touche la foule à un point que le bourreau abandonne les lieux craignant la réaction du peuple. Un autre est appelé pour terminer la tâche. David Lewis est pendu, traîné et équarri (27 août 1679).  
Avec Jean Wall, Jean Kemble et 37 autres martyrs, David Lewis est canonisé par le pape Paul VI le 25 octobre 1970. Les martyrs d’Angleterre et de Galles sont liturgiquement commémorés le 25 octobre. Sa fête personnelle est le 27 août.